# Casa Sostres
La Casa Sostres és un monument del municipi de Sabadell (Vallès Occidental) inclòs en l'Inventari del Patrimoni Arquitectònic de Catalunya. Està situada a la via de Massagué, 29.

## Descripció
Habitatge cantoner, de dos cossos, format per planta baixa, dos pisos i golfes. Està situat a l'extrem de l'eixample dels Escolapis. La seva estructura denota un disseny típic dels mestres d'obres, destacant la distribució simètrica de la façana.
La façana presenta una ornamentació realitzada a partir de l'estuc, dibuixant grans carreus que marquen grans línies horitzontals que contraresten la verticalitat de l'edifici. Unes petites cornises tradueixen a la façana l'alçada dels pisos. Les obertures estan emmarcades amb unes senzilles motllures. Destaca l'ornamentació del primer pis, tractat com a planta noble on les llindes presenten una decoració amb petits frontons. Les finestres estan tractades com una única i gran balconada. L'acabament de la façana mostra un ràfec amb certa volada a partir de la utilització d'una cornisa sustentada per mènsules. Destaca el treball de ferro forjat amb una decoració de tipus geomètric.

## Història
La planta baixa ha estat reformada, tant a l'interior com a l'exterior, amb l'obertura d'una nova porta que dona al carrer de l'Escola Pia i que és utilitzada com a comerç.